# مارتن فون برنکو
مارتن فون برنکو (انگلیسی: Marten von Barnekow; ۱۸ مارس ۱۹۰۰ – ۲۹ ژانویهٔ ۱۹۶۷) سوارکار پرش اهل آلمان بود.